# Karl Eduard Pönitz

Karl Eduard Pönitz. Lithographie von Hanns Hanfstaengl, gedruckt von Franz Hanfstaengl in Dresden 1857.

Karl Eduard Pönitz (auch Carl Eduard Poenitz) (geboren am 24. Januar 1795 in Döbeln, Königreich Sachsen; gestorben am 27. September 1858 in Hosterwitz bei Pillnitz) war ein sächsischer Hauptmann, Postbeamter und Militärschriftsteller. Pseudonym Pz.

## Leben
Karl Eduard Pönitz besuchte das Freimaurer-Institut, eine Knabenerziehungsanstalt mit Realschule, in Dresden. Nach Abschluss begann er in Oschatz eine Kaufmannslehre. Beim Beginn der Freiheitskriege im Mai 1813 trat er Freiwilliger in die sächsische Kavallerie in Reinhardtsdorf ein und nahm an den Feldzügen in Sachsen, Frankreich und den Niederlanden teil. Danach bildete er sich in den Militärwissenschaften aus. 1822 erhielt er eine Stelle als Fechtmeister und im April 1825 erhielt er die Ernennung zum Offizier, als Hilfslehrer der Militärwissenschaften in Kadettenhaus in Dresden. Pönitz hatte zu diesem Zeitpunkt einige Beiträge für wissenschaftliche Zeitungen und zum „Militair-Conversations-Lexikon“ geleistet. 1838 erschien sein erstes militärwissenschaftliches Buch „Versuch eines Leitfadens zur taktischen Belehrung für Subaltern-Offiziere der Infanterie und Cavalerie“, 1840 „Recognoscirung und Beschreibung des Terrains“ und 1842 „Die Eisenbahnen und ihre Benutzung als militärische Operationslinie“. Sein einziges belletristisches Werk erschien 1848 unter dem Titel: „Der Soldat und seine Pflichten“. Sein Hauptwerk, der erste Band erschien 1845, „Die militärischen Briefe eines Verstorbenen an seine noch lebenden Freunde“, umfasste vier Bände und wurde 1854 von der Cotta’schen Verlagsbuchhandlung neu herausgegeben. In der von Cotta verlegten Deutschen Vierteljahrsschrift erschienen außerdem seit den 1840er Jahren regelmäßig Artikel von ihm.
Sein letzter Dienstgrad war der eines Hauptmannes. 1846 trat er in den Zivildienst über, zum 1. April 1854 wurde er als Oberpostrat in Leipzig pensioniert. Sein letztes Werk, „Kriegerische und friedliche Träumereien“, erschien 1857 im B. G. Teubner Verlag. Pönitz verstarb am 27. September 1858 in Hosterwitz bei Pillnitz. Die „Militär-Zeitung“ widmete ihm einen Nekrolog auf der Titelseite.
Bücher von Karl Eduard Pönitz wurden in Schwedische, Niederländische und Französische übersetzt. Die meisten Veröffentlichungen erschienen anonym oder unter seinem Pseudonym „Pz“. Bereits 1842 widmete er sich der Bedeutung der Eisenbahn für die zukünftige Kriegsführung, die er in weiteren Büchern fortführte.
Der Bibliothekar und Bibliograf Julius Petzholdt legte 1859 die bisher einzige wissenschaftliche Bibliografie der Werke von Karl Eduard Pönitz vor. Er stellte fest, dass Pönitz nur ein Werk unter seinem Namen veröffentlicht hatte.

## Auszeichnungen
- Mitglied der Schwedischen Akademie der Kriegswissenschaften,[6]
- 1842: Großkreuz des Hessischen Ordens Philipps des Großmütigen[7][8]
- Ritterkreuz des Schwertordens
- Dannebrogorden
- Großkreuz des Friedrichs-Ordens, mit dem der persönliche Adel verbunden war
- 1854: Ritterkreuz des Ordens der Württembergischen Krone
- Badischer Orden vom Zähringer Löwen
- 1854: Ritterkreuz des Albrechts-Orden durch König Johann von Sachsen

## Veröffentlichungen (Auswahl)
- Die Fechtkunst auf den Stoß nach den Grundsätzen des Herrn von Selmnitz, königlich-sächsischen Hauptmanns der leichten Infanterie und Ritters etc. und einiger andern Lehrer dieser Kunst. Arnold, Dresden 1822.
  - zweite Auflage: Die Fechtkunst auf den Stoß nach den Grundsätzen des Herrn von Selmnitz, königlich-sächsischen Hauptmanns der leichten Infanterie und Ritters etc. und einiger andern Lehrer dieser Kunst. Bearbeitet von Carl E. Pönitz. Neue, wohlfeilere Ausgabe. Arnold, Dresden 1828.
- Erklärung vom 20. Februar 1827. In: Leipziger Zeitung Nr. 50 vom 27. Februar 1827, S. 583. Digitalisat
- Kriegsspiel, In: Hanns Eggert, Willibald von der Lühe (Hrsg.): Militair-Conversations-Lexikon, Band 4. C. Brüggemann, Otto Wigand, Leipzig 1835, S. 405–408. Digitalisat
- Versuch eines Leitfadens zur taktischen Belehrung für Subaltern-Offiziere der Infanterie und Cavalerie. Verlags-Bureau, Albrecht 1838.
  - Taktik der Infanterie und Cavalerie zum Gebrauche für Offiziere aller Grade und Waffen. Neue umgearbeitete Ausgabe, Verlags-Buroau, Adorf 1847.[9] Digitalisat
  - Taktik der Infanterie und Cavalerie zum Gebrauche für Offiziere aller Grade und Waffen. Zweiter Band. Neue umgearbeitete Ausgabe, Verlag-Buroau, Adorf 1847. MDZ Reader
  - Pz.: Taktik der Infanterie und Cavalerie zum Gebrauche für Offiziere aller Grade und Waffen. 2 Bände. 4., unveränd. Ausgabe.Verlags-Buroau, Adorf 1859.
  - Pz.: Proeve eener handleiding bij het onderwijs in de taktiek, ten dienste van subalterne officieren der infanterie en kavallerie. Hoogduitsch vertaald van Pz. Door A. S. J. V. Gebroeders van Cleef, s'Gravensge, Amsterdam 1842. Digitalisat
- Pz: Praktische Anleitung zur Recognoszirung und Beschreibung des Terrains, aus dem taktischen Gesichtspunkte. Für Subalterne-Offiziere aller Waffen bearbeitet und durch Beispiele erläutert. Verlags-Bureau, Audorf 1840. Digitalisat
  - Pz: Praktische Anleitung zur Recognoszirung und Beschreibung des Terrains, aus dem taktischen Gesichtspunkte. Für Offiziere aller Grade und Waffen bearbeitet und durch Beispiele erläutert. 2. verm. u. verb. Ausgabe. Verlags-Bureau, Audorf 1855. Digitalisat
- Militärische Briefe eines Verstorbenen an seine noch lebenden Freunde, historischen, wissenschaftlichen, kritischen und humoristischen Inhalts : zur unterhaltenden Belehrung für Eingeweihte und Laien im Kriegswesen. Verlags-Büreau, Adolf 1841. MDZ Reader
  - Militärische Briefe eines Verstorbenen an seine noch lebenden Freunde, historischen, wissenschaftlichen, kritischen und humoristischen Inhalts zur unterhaltenden Belehrung für Eingeweihte und Laien im Kriegswesen. Zweite Sammlung. Verlags-Büreau, Adolf 1843. MDZ Reader
  - Militärische Briefe eines Verstorbenen an seine noch lebenden Freunde, historischen, wissenschaftlichen, kritischen und humoristischen Inhalts zur unterhaltenden Belehrung für Eingeweihte und Laien im Kriegswesen. Dritte Sammlung. Verlags-Büreau, Adolf 1844. Archive.org
  - Militärische Briefe eines Verstorbenen an seine noch lebenden Freunde, historischen, wissenschaftlichen, kritischen und humoristischen Inhalts zur unterhaltenden Belehrung für Eingeweihte und Laien im Kriegswesen. Vierte Sammlung. 1. Abtheilung. Verlags-Büreau, Adolf 1845. MDZ Reader
  - Militärische Briefe eines Verstorbenen an seine noch lebenden Freunde, historischen, wissenschaftlichen, kritischen und humoristischen Inhalts zur unterhaltenden Belehrung für Eingeweihte und Laien im Kriegswesen. Vierte Sammlung. 2. Abtheilung. Verlags-Büreau, Adolf 1845. MDZ Reader
  - Militärische Briefe eines Verstorbenen an seine noch lebenden Freunde, historischen, wissenschaftlichen, kritischen und humoristischen Inhalts zur unterhaltenden Belehrung für Eingeweihte und Laien im Kriegswesen. Erster Band. Neue Ausgabe. Cotta, Stuttgart und Tübingen 1854. MDZ Reader
  - Militärische Briefe eines Verstorbenen an seine noch lebenden Freunde, historischen, wissenschaftlichen, kritischen und humoristischen Inhalts zur unterhaltenden Belehrung für Eingeweihte und Laien im Kriegswesen. Zweiter Band. Neue Ausgabe. Cotta, Stuttgart und Tübingen 1854. MDZ Reader
  - Militärische Briefe eines Verstorbenen an seine noch lebenden Freunde, historischen, wissenschaftlichen, kritischen und humoristischen Inhalts zur unterhaltenden Belehrung für Eingeweihte und Laien im Kriegswesen. Dritter Band. Neue Ausgabe. Cotta, Stuttgart und Tübingen 1854. Archive.org und MDZ Reader
  - Karl XII betraktad från krigsvetenskaplig synpunkt. Ur „militärische Briefe eines Verstorbenen“. N.M. Lindhus Boktryckeri, Örebro 1858. Digitalisat
- Die Eisenbahnen als militärische Operationslinien, nebst Entwurf zu einem militärischen Eisenbahnsystem für Deutschland. Verlags-Bureau, Audorf 1842 SLUB Digitalisat
  - Die Eisenbahnen und ihre Benutzung als militärische Operazionslinien. Mit einer Eisenbahnkarte. 2. umgeänderte Ausgabe. Verlags-Bureau, Audorf 1853. SLUB Digitalisat
- Die Vertheidigung von Süddeutschland gegen die Franzosen, mit Zuziehung der Eisenbahnen unter Berücksichtigung der verschiedenen Spurweite.In: Allgemeine Militär-Zeitung. 19 Jg. Carl Wilhelm Leske, Leipzig, Darmstadt 1844, S. 564 ff., 587 ff., 604 ff., 612 ff. Digitalisat
  - Die Vertheidigung von Süddeutschland gegen die Franzosen, mit Zuziehung der Eisenbahnen unter Berücksichtigung der verschiedenen Spurweite. Cotta, Stuttgart und Tübingen 1844.
- Pz: Die fortschreitende Entwickelung des deutschen Eisenbahnnetzes und was dabei ganz besondere Beachtung verdient. In: Deutsche Vierteljahrs Schrift.  Cotta, Stuttgart und Tübingen 1845, Erstes Heft, S. 1–31. Digitalisat
  - Die fortschreitende Entwickelung des deutschen Eisenbahnnetzes, und was dabei ganz besondere Beachtung verdient. o. O., o. J. SLUB Digitalisat
- Pz.: Das deutsche Postwesen und dessen künftige Gestaltung. In: Deutsche Vierteljahrs Schrift. 10. Jg. 1847, S. 41–59.
- Die deutsche Nationalbewaffnung als Beitrag zur Lösung einer der wichtigsten Fragen in den Reformbestrebungen unseres deutschen Vaterlandes. (Aus der Deutschen Vierteljahrsschrift besonders abgedruckt). Cotta, Stuttgart und Tübingen 1848. MDZ Reader
- Der Soldat und seine Pflichten. Eine Erzählung. Volckmar, Leipzig 1848.
  - Der Soldat und seine Pflichten. Eine Erzählung. Teubner, Leipzig 1852.[10]
- Pz: Taktik der Infanterie und Cavalerie zum Gebrauche für Offiziere aller Grade und Waffen. [Erster Band]. Neue umgearbeitete Ausgabe, Verlags-Bureau, Adorf 1847. Digitalisat
  - Pz: Taktik der Infanterie und Cavalerie zum Gebrauche für Offiziere aller Grade und Waffen. Zweiter Band. Neue umgearbeitete Ausgabe, Verlags-Bureau, Adorf 1847.MDZ Reader
  - Pönitz: Extrait de la tactique de l'infanterie et de la cavalerie pour les officiers de toutes armes par L. Schädler. Traduit de öl'allemand par De Mandrot. Ed. Albrecht. Aaru 1861. Digitalisat
- Pz.: Bildung einer deutschen Landwehr. Cotta, Stuttgart und Tübingen 1852. MDZ Reader
- Pz: Kriegerische und friedliche Träumereien über Vergangenes, Gegenwärtiges und Zukünftiges. Teubner, Leipzig 1857. MDZ Reader